# Satudarah MC

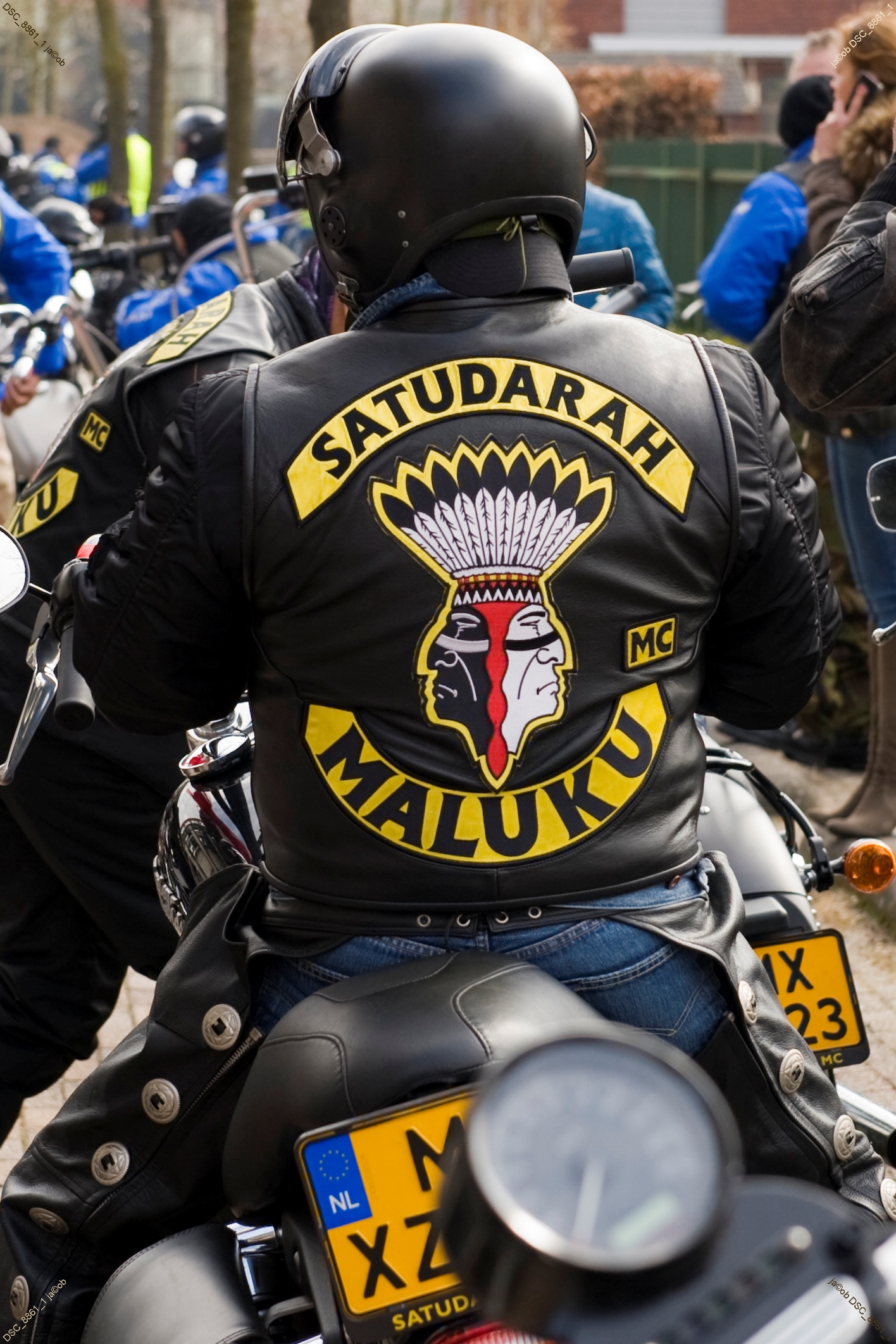
Satudarah MC

Satudarah MC ist ein großer niederländischer Rocker-Club. Er ist als eine kriminelle Vereinigung eingestuft. Er besaß etwa 30 Ortsgruppen („Chapters“) in den Niederlanden, Belgien, Spanien, Indonesien und Malaysia.
In Deutschland wurde der MC im Februar 2015 und in den Niederlanden zum 18. Juni 2018 verboten.

## Geschichte

### Niederlande
Satudarah MC wurde 1990 in Moordrecht gegründet. Die ersten Mitglieder bestanden aus indonesischen Einwanderern, die von der Inselgruppe der Molukken stammen, einer ehemaligen Kolonie der Niederlande (→ Niederländisch-Indien). Der Club öffnete sich schnell und versteht sich heute als multikultureller MC ohne Vorurteile. Am 3. Juli 2001 schloss sich der vorher eigenständige Trailer-Trash MC, ein Motorcycle-Club aus Personen, die sich selbst als „Zigeuner“ bezeichneten, dem Satudarah MC an. Insgesamt vier Chapter kamen so hinzu. In den Niederlanden hatte Stand 2012 der MC etwa 800 Mitglieder.
Satudarah MC gehörte von 1997 bis 2011 dem „Rat der Acht“ („Raad van acht“) an, der in den Niederlanden als beratendes Organ der größten MCs fungiert.
Das erste Chapter außerhalb der Niederlande wurde in Antwerpen (Belgien) gegründet.

### Deutschland
Am 3. Juni 2012 wechselte der 20 Mann starke Brotherhood Clown-Town in Duisburg-Rheinhausen geschlossen zum Satudarah MC. Das erste Chapter auf deutschem Boden, das den Status eines Prospect Chapters hatte, wurde in einer großen Feier mit 250 Personen begrüßt. Seit Januar 2013 zeichneten sich Auseinandersetzungen mit Mitgliedern der Hells Angels ab. Am 9. April 2013 wurde das Clubhaus in Rheinhausen von der Polizei durchsucht. Zwei hochrangige Klubmitglieder, darunter Ex-Präsident Yildiray Kaymaz, auch bekannt als Ali Osman, wurden festgenommen. Die Beamten fanden bei ihm ein geladenes Sturmgewehr. Er gab seine Verstöße zu und zeigte sich reumütig. In einer offiziellen Erklärung distanzierte er sich vom MC und riet seinen ehemaligen Brüdern aus dem MC auszutreten.
Der Satudarah MC äußerte 2013 die Absicht, in Deutschland einen „Club für Brüder ohne Motorrad“ zu gründen, der Saudara genannt werden soll.
Mit Bekanntmachung vom 19. Januar 2015 wurde in Deutschland der Verein Satudarah Maluku MC, einschließlich seiner Teilorganisationen Satudarah MC Tigatanah, Satudarah MC Dark Company, Satudarah MC Nusa Ina, Satudarah MC Yeniceri, Satudarah MC Borderland, Satudarah MC Northside und Satudarah MC No Mercy durch den Bundesminister des Innern, Thomas de Maizière, verboten, da der Zweck und die Tätigkeit den Strafgesetzen zuwiderlaufen. Im Februar 2015 fanden bundesweite Durchsuchungen mit Spezialeinsatzkommandos statt. Schwerpunkt waren die Städte Aachen und Duisburg sowie andere Orte in NRW.

## Symbolik und Name
Das Colour des MCs besteht aus vier Teilen. Der Top Rocker trägt den Namen des MC, der Bottom Rocker zeigt das jeweilige Chapter an. Im Falle der ehemaligen Trailer-Trash-Chapter wird die Bezeichnung Trailer Trash geführt. Hinzu kommt ein einfaches MC. Die Clubfarben sind Schwarz-Gelb, wobei die Schrift schwarz gehalten ist. Das Logo ist ein doppelköpfiger amerikanischer Ureinwohner mit einem schwarzen und einem weißen Kopf sowie einem roten Zopf. Der Name Satudarah stammt aus der malaiischen Sprache und bedeutet „ein Blut“. Damit weist der Club auf seine multiethnische Ausrichtung hin. Der Federschmuck des amerikanischen Ureinwohners hat neun Federn, was auf die Gründungsmitglieder hinweist. Die Schwarz-weiß-Gestaltung des Kopfes und der Name deuten auf die Gleichstellung aller Rassen hin.
Viele Member tragen den Bottom Rocker Maluku und als Patch die Nationalflagge der früheren Republik Maluku Selatan.

## Kriminelle Verbindungen
Laut Angaben der niederländischen Polizei (2012) steht der Club den Bandidos nahe. Ein gemeinsamer Feind sollen die Hells Angels sein. Dies wird jedoch vom MC selbst bestritten, der sich als unabhängiger MC versteht, der sowohl den Bandidos als auch den Hells Angels neutral gegenübersteht. Die niederländische Polizei gibt außerdem an, dass der Club in Drogenhandel und Prostitution verwickelt sei. Zudem soll der Club für eine Reihe von Gewaltverbrechen verantwortlich sein. Ein Polizeisprecher bezeichnete 2012 fünf der zehn meistgesuchten Verbrecher der Niederlande als Mitglieder des MC.